# Amata timura
Amata timura är en fjärilsart som beskrevs av Gustaaf Hulstaert 1924. Amata timura ingår i släktet Amata och familjen björnspinnare. Inga underarter finns listade i Catalogue of Life.